# Silene conglomeratica
Silene conglomeratica là loài thực vật có hoa thuộc họ Cẩm chướng. Loài này được Melzh. miêu tả khoa học đầu tiên năm 1983.